# Modern femkamp vid olympiska sommarspelen 1992
Resultat från tävlingarna i modern femkamp vid olympiska spelen 1992. 

## Medaljörer
| Spel                     | Guld                                                          | Silver                                                  | Brons                                                     |
| Individuellt Detaljer... | Arkadiusz Skrzypaszek Polen                                   | Attila Mizsér Ungern                                    | Eduard Zenovka OSS                                        |
| Lag Detaljer...          | Polen Arkadiusz Skrzypaszek Dariusz Goździak Maciej Czyżowicz | OSS Anatoli Starostin Dmitri Svatkovskiy Eduard Zenovka | Italien Gianluca Tiberti Carlo Massullo Roberto Bomprezzi |

## Medaljtabell
| Pl. | Nation  | Guld | Silver | Brons | Totalt |
| --- | ------- | ---- | ------ | ----- | ------ |
| 1   | Polen   | 2    | 0      | 0     | 2      |
| 2   | OSS     | 0    | 1      | 1     | 2      |
| 3   | Ungern  | 0    | 1      | 0     | 1      |
| 4   | Italien | 0    | 0      | 1     | 1      |

## Deltagande nationer
| - Australien (3) - Bulgarien (2) - Kanada (3) - Kina (1) - Tjeckoslovakien (3) - Egypten (3) - Estland (1) - Frankrike (3) - Tyskland (3) - Storbritannien (3) | - Grekland (1) - Guatemala (1) - Ungern (3) - Italien (3) - Japan (1) - Lettland (3) - Litauen (3) - Mexiko (3) - Peru (1) - Polen (3) | - Portugal (1) - Rumänien (1) - Sydafrika (1) - Sydkorea (3) - Spanien (3) - Sverige (3) - Schweiz (1) - OSS (3) - USA (3) - Uruguay (1) |